# Золотой партийный знак НСДАП
Золотой партийный знак НСДАП (официальное название — золотой почётный знак НСДАП, нем. Goldenes Ehrenzeichen der NSDAP) — знак отличия старейших членов нацистской партии. Введён 9 ноября 1933 года по указанию Адольфа Гитлера в ознаменование десятой годовщины Пивного путча. Золотым знаком были награждены первые 100 000 членов партии, состоявшие в ней непрерывно с 1925 года.
Также знаком могли быть награждены лица, не являющиеся членами НСДАП, но имеющие выдающиеся заслуги перед движением и служащие достижению его целей.
При награждении старого члена партии («старого бойца») на оборотной стороне значка ставился партийный номер, а при награждении за личные заслуги (по усмотрению Адольфа Гитлера) на обратной стороне значка ставились инициалы фюрера A. H. и дата награждения.
У знака также имелось прозвище «золотой фазан». После того как Адольф Гитлер пришёл к власти в 1933 году, произошёл наплыв заявлений от населения вступить в ряды НСДАП.

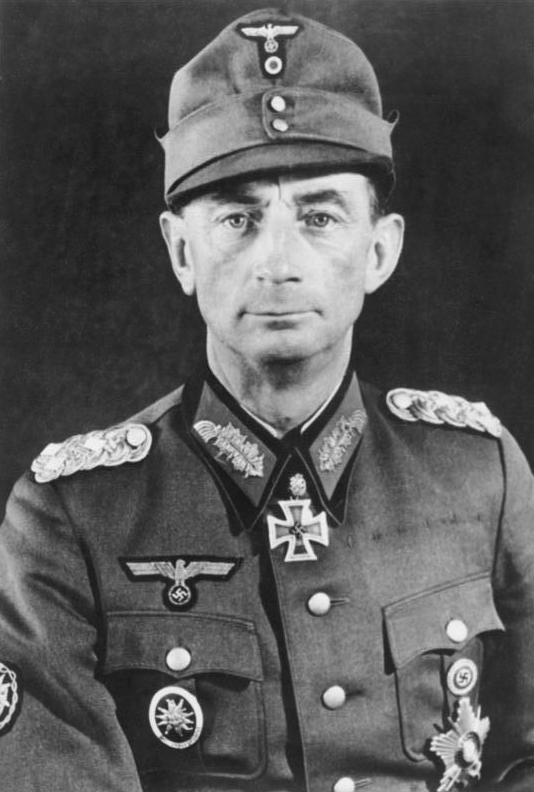
Генерал-полковник Эдуард Дитль с золотым партийным знаком НСДАП на левом кармане мундира

В 2005 году копия (по другим данным — оригинал) золотого партийного знака А. Гитлера №1 была похищена с выставки, посвящённой 60-летию окончания Второй мировой войны в РФ.

## Почётный золотой знак НСДАП
Несмотря на чёткие критерии, которым должны соответствовать награждённые золотым партийным знаком, Гитлер оставил за собой право награждать им лиц, не соответствующих данным критериям, однако имеющим выдающиеся заслуги перед Третьим рейхом. Такие награды не имели индивидуальных номеров и известны как Почётные золотые знаки НСДАП (Goldene Ehrenzeichen der NSDAP). Кроме чествования выдающихся деятелей партии эта награда использовалась для привлечения в партийные ряды ведущих военных, промышленных и административных лидеров, которые при других условиях не желали вступать в НСДАП. Факты отказа от предложенной почётной награды НСДАП, приём которой требовал вступления награждённого лица в эту партию, были единичными и фактически переводили данное лицо в открытую оппозицию к правящей политической силе страны.
Награждения почётным золотым знаком НСДАП продолжались на протяжении 1935—1944 годов и осуществлялись обычно 30 января, в очередную годовщину прихода национал-социалистов к власти в нацистской Германии. Общее количество награждённых этим знаком составляет около 900 человек.

## Описание
Основа значка сделана из томпака или бронзы и покрыта огненной позолотой. Передняя часть знака была покрыта горячими цветными эмалями, а на обороте имелось клеймо Ges Gesch, что в переводе значит «защищено законом». Мог быть на английской булавке или на вертикальной заколке.
Золотой партийный знак имеет вид круга белого цвета, в центре которого изображена чёрная свастика. Вокруг свастики — красное кольцо, по которому нанесено немецкоязычное название НСДАП NATIONAL-SOZIALISTISCHE DAP. По периметру знака расположен круглый золотой венок. На обратной стороне награды были нанесены партийный номер награждённого (в случае почётного золотого знака вместо партийного номера наносились инициалы Гитлера A. H.) и дата награждения. Партийный знак Гитлера имел №1. Он отдал его Магде Геббельс в своём бункере за несколько часов до самоубийства.
Золотой партийный знак НСДАП каждому из награждённых выдавался в двух размерах — большем (диаметр награды 30,5 мм) для ношения на военном мундире и меньшем (диаметром 24 мм) для ношения на гражданской одежде.
Партийный знак прикалывался шпилькой непосредственно к мундиру или гражданской одежде на левой стороне груди. В случае ношения на военном кителе располагался ниже пуговицы на левом нагрудном кармане. При ношении на гражданской одежде знак прикалывался к левому лацкану пиджака или на левый бок блузы. При ношении на военной форме без кителя малый золотой партийный знак прикалывался к галстуку.